# Maria Auxiliadora Coelho Kaplan
Maria Auxiliadora Coelho Kaplan (Abre Campo, 24 de maio de 1931) é uma química, pesquisadora e professora universitária brasileira. 
Considerada pelo CNPq uma das pioneiras da ciência no Brasil, é professora titular emérita da Universidade Federal do Rio de Janeiro. Em sua atividade científica, destaca-se seu trabalho sobre eletroforese e a química silvícola, especialmente da Amazônia.

## Biografia
Nascida em Matipó, distrito de Abre Campo, em Minas Gerais, em 1931, veio de uma família portuguesa, numa fazenda de café, onde viveu toda sua infância com mais quatro irmãos. Estudou no Grupo Escolar local, instituição pública do Governo do Estado de Minas, tendo como professora sua própria mãe. Os cursos secundário, ginasial e científico, foram concluídos no Liceu de Humanidades de Campos, no Rio de Janeiro.
Ingressou na Faculdade Nacional de Filosofia da Universidade do Brasil, hoje a Universidade Federal do Rio de Janeiro, onde se graduou em química com atribuições tecnológicas, com licenciatura em 1956. Como estudante de graduação e mesmo alguns anos após a formatura, ministrou aulas para estudantes da rede secundária, lecionando física e química para alunos de curso científico e história natural para alunos de curso Normal. Ao se formar, recebeu do reitor Pedro Calmon uma bolsa para participar de um curso de verão no Chile, ministrado a estudantes da América Latina. Escolheu o Curso de Poesias Chilenas, onde teve a oportunidade de ser aluna do poeta Pablo Neruda, Prêmio Nobel de Literatura em 1971.
Já formada, ingressou no curso de astronomia da Faculdade Nacional de Filosofia, tendo cursado apenas dois anos, porém pode estudar sob os professores José Leite Lopes, Jayme Tiomno, Elisa Frota Pessoa, entre outros. Sua carreira acadêmica começou ainda na graduação, como bolsista de Iniciação Científica do Núcleo de Estudos e Pesquisas Cientificas do Rio de Janeiro (NEPEC), trabalhando com separações químicas e bioquímica de proteínas sob a orientação do professor João Consani Perrone. Já formada, continuou sua pesquisa em bioquímica de proteínas sob a mesma orientação e do professor Abrahan Yachan no Instituto Nacional de Tecnologia, como bolsista do Conselho Nacional de Pesquisas (CNPq).
Decidida a fazer pós-graduação, foi para Brasília no final de 1964 e assim começar seu doutorado em bioquímica. Como o professor de bioquímica na Universidade Brasília (UnB) que seria o seu novo orientador estava nos Estados Unidos e não poderia retornar ao país devido ao golpe militar, Maria foi convidada pelo professor Otto Gottlieb a ingressar no Curso de Mestrado em Química de Produtos Naturais, criado na UnB, do qual ele era o coordenador. Além de mestranda, Maria também exercia o cargo de instrutora no Instituto de Química daquela universidade, ministrando aulas práticas de Química Orgânica como parte do curso de mestrado.